# Obrva
Obrva (kyrillisch:Обрва) ist ein Dorf in Serbien. Das Dorf liegt am Fluss Zapadna Morava. Der Ort ist nicht weit vom Flughafen Kraljevo entfernt. Obrva ist nördlich von Kraljevo gelegen.

## Geographie und Bevölkerung
Das Dorf liegt in der Opština Kraljevo, im Okrug Raška. Obrva hatte bei der Volkszählung 2002 720 Einwohner, während es 1991 766 Einwohner waren. Nach den letzten drei Bevölkerungsstatistiken fällt die Einwohnerzahl weiter. Die Bevölkerung stellen orthodoxe Serben. Zudem leben noch ein Roma und ein Montenegriner im Ort. Das Dorf besteht aus 223 Haushalten.

## Demographie
| Jahr | Einwohnerzahl |
| ---- | ------------- |
| 1948 | 875           |
| 1953 | 935           |
| 1961 | 941           |
| 1971 | 898           |
| 1981 | 808           |
| 1991 | 766           |
| 2002 | 720           |

## Belege
- Knjiga 9, Stanovništvo, uporedni pregled broja stanovnika 1948, 1953, 1961, 1971, 1981, 1991, 2002, podaci po naseljima, Republički zavod za statistiku, Beograd, maj 2004, ISBN 86-84433-14-9
- Knjiga 1, Stanovništvo, nacionalna ili etnička pripadnost, podaci po naseljima, Republički zavod za statistiku, Beograd, Februar 2003, ISBN 86-84433-00-9
- Knjiga 2, Stanovništvo, pol i starost, podaci po naseljima, Republički zavod za statistiku, Beograd, Februar 2003, ISBN 86-84433-01-7